# 4-to-the-floor

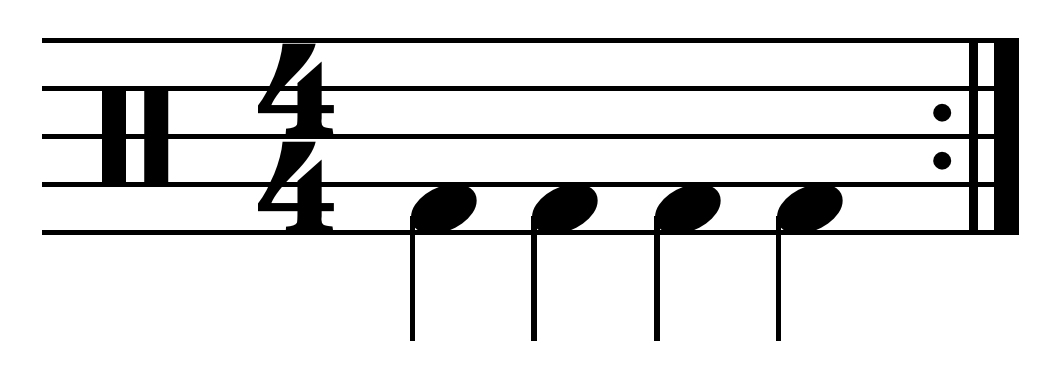
„4-to-the floor“ auf der Bassdrum

4-to-the-floor (im Englischen eigentlich four-on-the-floor) ist ein Rhythmus, der sich vor allem in der Disco-Musik der 1970er entwickelt hat und in den nachfolgenden Jahrzehnten zu einem Hauptmerkmal der elektronischen Tanzmusik wurde.
Als Wegbereiter gilt der Schlagzeuger der Soul-Band Trammps, Earl Young (laut dem Rolling Stone von 2016 auf Platz 76 der 100 besten Schlagzeuger aller Zeiten).

## Aufbau
Es ist ein gleichmäßig betonter Rhythmus im 4⁄4-Takt, in dem die Bassdrum auf jedem Schlag (1, 2, 3, 4) gespielt wird. Er wurde populär mit der Disco-Musik in den 1970ern, und der englische Begriff four-on-the-floor war in dieser Zeit weit verbreitet.
Viele Varianten der elektronischen Tanzmusik, vor allem House und Techno sowie alle ihre Nachfahren, verwenden diesen Rhythmus als ihre Grundlage. Eine besondere Form findet sich auch im Jazz: Hier wird, statt die Bassdrum wie in den anderen Stilen laut zu spielen, ihr Klang nur angedeutet („gefedert“), sodass der Klang eher gefühlt als gehört wird. Typischerweise wird dies mit einer Ride Cymbal und Hi-Hats als Synkope kombiniert. Fälschlicherweise wird dieser Rhythmus mit dem Begriff Swing umschrieben.
Wenn ein Saiteninstrument den Rhythmus vorgibt (etwa eine Rhythmusgitarre, ein Banjo oder eine Violine), werden alle vier Schläge auf derselben Tonhöhe und mit derselben Anschlagstärke gespielt.
Im Reggae wird die Bassdrum üblicherweise auf den dritten Schlag gesetzt (one drop). Trotzdem ist der 4-to-the-floor Rhythmus ein gängiges Gestaltungsmittel im Reggae (steppers). Ein bekanntes Beispiel dafür ist der Song Exodus von Bob Marley & The Wailers. Die mit dem Reggae zusammenhängende Soundsystemkultur, die sich durch tiefbassorientierte Musikwiedergabe auszeichnet und so die Bassdrum-Schläge körperlich spürbar macht, beeinflusste nachhaltig das Konzept des 4-to-the-floor Rhythmus in der elektronischen Tanzmusik.
Besonders puristisch klingt 4-to-the-floor in einigen Werken der Electronic Body Music aus den 1980ern und 1990ern, etwa im Stück Headhunter der belgischen Band Front 242. Von derselben Band stammt auch das Stück No Shuffle, dessen Titel gerade für die EBM- und frühen Techno-Szene bezeichnend ist, da sich diese beiden Stile vor allem dadurch auszeichneten, dass die Schlagzeug- und Bass-Sequenzen selbst in acht Minuten langen Stücken nicht variiert wurden. Aus heutiger Sicht, etwa mit Blick auf den Dubstep, mag dies einfallslos erscheinen, doch war gerade dieses ständige Wiederholen eines Musters das Erfolgsgeheimnis von EBM und Techno und akkumulierte sich wenig später im Begriff Trance, wobei dieser Zusammenhang nur für die frühen Produktionen gilt. Aber auch neuere Stücke wie etwa Maschine von Unheilig bedienen sich weitgehend des 4-to-the-floor.
Manchmal wird auch (fälschlicherweise) jeder Rhythmus, der im 4⁄4-Takt gespielt wird und bei dem jeder Schlag gleich laut betont ist, als 4-to-the-floor bezeichnet.